# Heggadadevanakote
Heggadadevanakote é uma panchayat (vila) no distrito de Mysore, no estado indiano de Karnataka.

## Demografia
Segundo o censo de 2001, Heggadadevanakote tinha uma população de 12 043 habitantes. Os indivíduos do sexo masculino constituem 51% da população e os do sexo feminino 49%. Heggadadevanakote tem uma taxa de literacia de 66%, superior à média nacional de 59,5%: a literacia no sexo masculino é de 72% e no sexo feminino é de 60%. Em Heggadadevanakote, 12% da população está abaixo dos 6 anos de idade.